# Benachrichtigungsfeld
Das Benachrichtigungsfeld – auch Benachrichtigungsbereich und seit Windows XP Infobereich oder im Englischen Taskbar Notification Area (und zudem kurz TNA) genannt – ist ein Bereich auf der grafischen Benutzeroberfläche vieler Desktop-Umgebungen (beispielsweise Mac OS, Windows, KDE, Gnome). Dieser Bereich befindet sich meist in der Taskleiste, wie u. a. bei Windows, oder in der Menüleiste, wie z. B. bei Mac OS, neben der Uhr. Die Taskbar Notification Area wird dazu verwendet, Informationen über den Zustand des Systems anzuzeigen (beispielsweise Druckaufträge, Netzwerkverbindungen) oder den Zugriff auf Programme zu ermöglichen, die im Augenblick kein eigenes Fenster anzeigen.
Die Benutzung der aus dem Englischen entlehnten Bezeichner System Tray, Systray oder Tray für das Benachrichtigungsfeld unter Windows hat sich umgangssprachlich eingebürgert, vermutlich weil es unter Windows 9x ein im Hintergrund laufendes Programm namens „Systray“ gibt. Dies ist für die Anzeige unterschiedlicher Symbole (englisch icons; wie zur Lautstärke, den PCMCIA- sowie Batterie-Status usw.) im Benachrichtigungsfeld verantwortlich. Offiziell war diese englische Bezeichnung (system tray bzw. tray) aber bis Windows 11 nie richtig, auch wenn teilweise selbst Microsoft-Angestellte sie verwendeten. Seit Windows 11 ist aber system tray die richtige Bezeichnung, notification area gilt nur bis Windows 10.

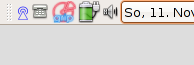
Das unter GNOME so genannte „Benachrichtigungsfeld“ zeigt alle Anwendungen, die es unterstützen, wie Mac OS in der Menüleiste neben der Uhr an; dort, links neben der Uhr, erst die Lautstärke-Anzeige, dann der Batterielade-Zustand und Weitere

## Nutzung
Dem Benutzer wird bei einem Rechtsklick auf das zugehörige Symbol oft ein Menü mit Anwendungsfunktionen zur Verfügung gestellt. Mit einem Doppelklick erscheint üblicherweise das dazugehörige Programm. Wie man dieses zurück in den Infobereich minimiert, ist uneinheitlich gelöst: Bei manchen Programmen funktioniert dies mit der Schaltfläche „Schließen“, während andere Programme so gänzlich beendet werden und mittels „Minimieren“-Schaltfläche in den Infobereich verschwinden.
Typische Programme und Einstellmöglichkeiten, die die TNA nutzen, sind solche, die fast ausschließlich im Hintergrund oder ereignisgesteuert arbeiten – also vom Benutzer im Regelfall keine Interaktion verlangen:
- Betriebssystemkomponenten, die hauptsächlich eine Anzeigefunktion haben und außerhalb von Systemeinstellungsmenüs meist ausschließlich über die TNA zugänglich sind:
  - Lautstärke-Anzeige, mit Zugriff auf die Regelung der Soundkarte; anfangs lediglich sichtbar ob der Ton an oder aus[3] ist und erst später tatsächlich auch mit Lautstärke-Anzeige[4]
  - Statusanzeige von Netzwerkverbindungen
  - Statusanzeige von USB-, S-ATA- und FireWire-Datenträgern
  - Statusanzeige der Energieverwaltung
  - Statusanzeige von Druckaufträgen

- Steuerungs- und Überwachungsprogramme:
  - Steuerungsprogramme für Gerätetreiber wie Soundkarten- und Grafik- und Druckertreiber
  - Anti-Virus-Programme
  - Malware-Schutz-Programme, beispielsweise Spybot – Search & Destroy
  - Systemmonitoring-Tools, beispielsweise der Windows Taskmanager und SiSoftware Sandra

Zudem gibt es auch „normale“ Anwendungsprogramme, die ein Symbol in der Task Notification Area erzeugen, um weniger Platz in der normalen Taskleiste zu verbrauchen und/oder häufig benutzte Funktionen zum Schnellzugriff zur Verfügung zu stellen. Dazu gehören oft:
- Mediaplayer
- Chat- und Instant-Messaging-Programme
- Seltener auch zur Bereitstellung erweiterter Funktionalität wie etwa bei Office-Paketen (wie OpenOffice.org) zur Erzeugung eines Schnellstart-Mechanismus

## Neuerungen
Seit Windows XP können die Systemsymbole für Uhr, Lautstärke, Netzwerk und Energie im Infobereich gezielt ein- oder ausgeschaltet werden (zweite Maustaste in der Taskleiste → Eigenschaften → Infobereich). Unter den Professional-Versionen von Windows ist dies ebenfalls über den Befehl gpedit.msc möglich, zu finden unter: Benutzerkonfiguration → Administrative Vorlagen → Startmenü und Taskleiste.

## Smartphones und Tablets

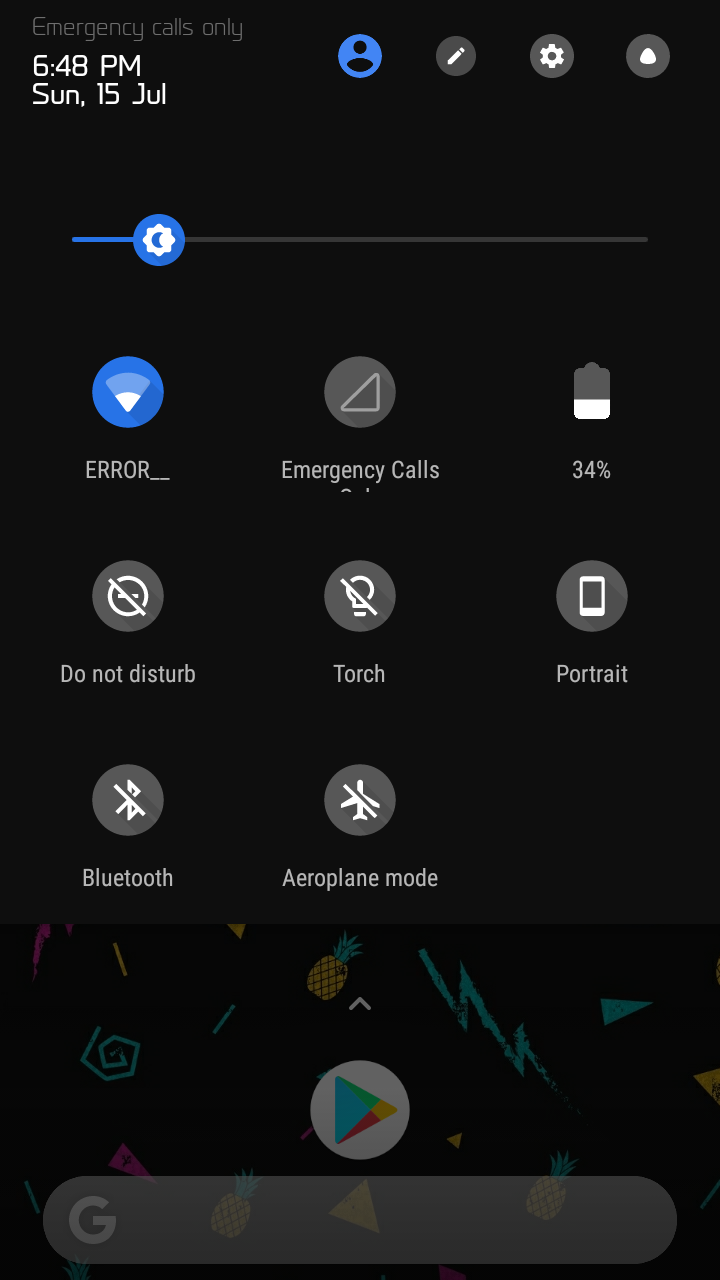
Beispiel einer Benachrichtigungsleiste in einem Custom-ROM für das Betriebssystem Android

In Smartphone- und Tablet-Betriebssystemen wie Android oder iOS befindet sich das Benachrichtigungsfeld meist am oberen Bildschirmrand und kann durch eine Wischbewegung nach unten erweitert werden, um schnelle Einstellungen vorzunehmen. Hierzu gehört zum Beispiel das (De)aktivieren von WLAN, GPS, mobilen Daten, des Flugzeugmodus, der verbauten Taschenlampe oder Bluetooth, das Öffnen der erweiterten Einstellungen, das Drehen oder Fixieren des Bildschirms oder die Anpassung der Helligkeit des Displays. Ebenfalls dient das Feld als Informationsfeld für eingegangene Benachrichtigungen. Wie auch auf PC-Systemen vermittelt die nicht ausgeklappte Benachrichtigungsleiste bereits alleine grundlegende Informationen wie die Uhrzeit, die Internetverbindung oder die Akkulaufzeit.

## Webseiten und andere Anwendungen

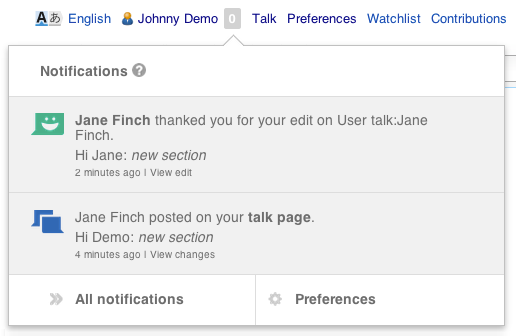
Beispiel eines Benachrichtigungsfeldes aus der Online-Enzyklopädie Wikipedia

Einige Webseiten und andere Anwendungen verwenden zusätzliche Benachrichtigungfelder, zu denen, die bereits in dem Betriebssystem integriert sind. Sie werden überwiegend dazu verwendet, den Nutzer über neue Meldungen und Nachrichten aufzuklären. Auf Webseiten sind sie meist im Rahmen einer Navigationsleiste integriert oder lassen sich als Toolbar installieren und bieten Benutzer auch die Möglichkeit, sich abzumelden und Einstellungen zu verändern. 
Auch in Computerspielen (vor allem in Strategiespielen) werden Benachrichtigungsfelder als Spielelemente verwendet, um den Spieler über bestimmte erreichte Werte, Ereignisse und Aufgaben aufzuklären. Einige Hersteller bieten diese Möglichkeit auch über ein externes Overlay an.